# Tadeusz Jabłonowski
Tadeusz Jabłonowski herbu Prus III (zm. 2 sierpnia 1790 roku) – rotmistrz chorągwi 7 Brygady Kawalerii Narodowej w 1789 roku.